# Championnats d'Union soviétique de patinage artistique
Les Championnats d'Union soviétique de patinage artistique se sont disputés entre 1920 et 1992. À partir de 1993, chaque ancien état membre de l'URSS a ses propres championnats nationaux.

## Historique
Presque immédiatement après la révolution russe, le multiple champion de Russie Nikolai Panin et ses disciples (Ksenia Caesar, Lydia Popova…) ont commencé à créer des sections de patinage artistique. En 1920, il a organisé la première compétition nationale de patinage sur une place du quartier Semyonovsky à Saint-Pétersbourg transformée en patinoire. Depuis le milieu des années 1920, le championnat d'URSS est organisé régulièrement à Moscou ou Leningrad. Le premier championnat national portant le nom de soviétique fut celui de mars 1924 (l'URSS a été créée en 1922) avec deux compétitions (celle des hommes et celle des couples artistiques). Les compétitions féminines seront organisées par la suite. En 1936, la section sportive de patinage artistique d'Union soviétique a été créée (par la suite elle prendra le nom de fédération).
Pendant longtemps, les patineurs soviétiques n'ont pas participé aux compétitions internationales pour des raisons politiques. Les premières participations internationales des patineurs soviétiques n'interviennent qu'à partir de 1956.
- 1956 : première participation aux championnats d'Europe à Paris. L'URSS y envoie un patineur individuel (Valentin Zakharov), et deux couples artistiques (Maya Belenkaya / Igor Moskvin & Lidia Garasimova / Yuri Kiselev). 
- 1958 : première participation aux championnats du monde à Paris. L'URSS y envoie trois patineurs individuels (Valentin Zakharov, Lev Mikhaïlov et Igor Persiantsev) et deux couples artistiques (Nina Zhuk / Stanislav Zhuk & Liudmila Belousova / Oleg Protopopov). 
- 1960 : première participation aux jeux olympiques d'hiver à Squaw Valley. L'URSS n'y envoie que deux couples artistiques: Nina Zhuk / Stanislav Zhuk (6e) et Liudmila Belousova / Oleg Protopopov (9e). 
- Les premières patineuses individuelles soviétiques à participer aux compétitions internationales sont: Tatiana Nemtsov (aux championnats d'Europe de 1959 et aux championnats du monde de 1962) ; Elena Shcheglova & Galina Grzhibovskaya (aux jeux olympiques d'hiver de 1968 à Grenoble)
En règle générale, les championnats de l'Union soviétique avaient lieu la première quinzaine de janvier. À partir de la saison 1971/1972, les championnats nationaux des années olympiques ont été déplacés en avril. Lors de la saison 1987/1988, il a été décidé d'organiser les championnats pendant la deuxième quinzaine de décembre (ce qui signifie qu'il y a eu deux championnats organisés en 1987: celui de la saison 1986/1987 en janvier à Vilnius et celui de la saison 1987/1988 en décembre à Erevan!)
Le dernier championnat de l'Union soviétique fut celui de 1992, organisé en décembre 1991 à Kiev. Après l'effondrement de l'Union soviétique, le 25 décembre 1991, les états nouvellement indépendants ont commencé à tenir leurs propres championnats nationaux.

## Palmarès
| Date | Lieu                 | Messieurs                            | Dames                | Couples                                                                            | Danse                                     |
| ---- | -------------------- | ------------------------------------ | -------------------- | ---------------------------------------------------------------------------------- | ----------------------------------------- |
| 1920 | Saint-Pétersbourg    | Fedor Datlin                         |                      | А. Konopatova / Ivan Bogoyavlenski                                                 |                                           |
| 1921 | ?                    |                                      |                      |                                                                                    |                                           |
| 1922 | ?                    |                                      |                      |                                                                                    |                                           |
| 1923 | Moscou               | Yuri Zeldovich                       |                      |                                                                                    |                                           |
| 1924 | Moscou               | Yuri Zeldovich                       |                      | Alexandrа Bykovskaya / Yuri Zeldovich                                              |                                           |
| 1925 | Pas de compétition   | Pas de compétition                   | Pas de compétition   | Pas de compétition                                                                 | Pas de compétition                        |
| 1926 | Pas de compétition   | Pas de compétition                   | Pas de compétition   | Pas de compétition                                                                 | Pas de compétition                        |
| 1927 | ?                    | Yuri Zeldovich                       |                      | Tatiana Kuznetsova / Mikhail Stankevich                                            |                                           |
| 1928 | ?                    | Yuri Zeldovich                       | M. Petrova           | Maria Laskevich / Igor Vonzblein                                                   |                                           |
| 1929 |                      | Yuri Zeldovich & Konstantin Likharev |                      |                                                                                    |                                           |
| 1930 | Pas de compétition   | Pas de compétition                   | Pas de compétition   | Pas de compétition                                                                 | Pas de compétition                        |
| 1931 | Pas de compétition   | Pas de compétition                   | Pas de compétition   | Pas de compétition                                                                 | Pas de compétition                        |
| 1932 | Pas de compétition   | Pas de compétition                   | Pas de compétition   | Pas de compétition                                                                 | Pas de compétition                        |
| 1933 | Gorki                | Ivan Bogoyavlenski                   | Tatiana Granatkina   | Valentina Krylova / Ivan Krylov                                                    |                                           |
| 1934 | Gorki                | Ivan Bogoyavlenski                   |                      |                                                                                    |                                           |
| 1935 | Gorki                | Ivan Bogoyavlenski                   |                      |                                                                                    |                                           |
| 1936 | Moscou               |                                      |                      |                                                                                    |                                           |
| 1937 | Moscou               | Petr Chernyshev                      | Tatiana Granatkina   | Raisa Gandelsman / Alexander Gandelsman & Tatiana Granatkina / Alexander Tolmachev |                                           |
| 1938 | Leningrad            | Petr Chernyshev                      | Evgenia Oborina      | Tatiana Granatkina / Alexander Tolmachev                                           |                                           |
| 1939 | Gorki                | Petr Chernyshev                      | Evgenia Oborina      | Raisa Gandelsman / Alexander Gandelsman                                            |                                           |
| 1940 |                      | Petr Chernyshev                      |                      |                                                                                    |                                           |
| 1941 | Moscou               | Petr Chernyshev                      | Evgenia Oborina      | Tatiana Granatkina / Alexander Tolmachev                                           |                                           |
| 1942 | Pas de compétition   | Pas de compétition                   | Pas de compétition   | Pas de compétition                                                                 | Pas de compétition                        |
| 1943 | Pas de compétition   | Pas de compétition                   | Pas de compétition   | Pas de compétition                                                                 | Pas de compétition                        |
| 1944 | Pas de compétition   | Pas de compétition                   | Pas de compétition   | Pas de compétition                                                                 | Pas de compétition                        |
| 1945 | Gorki                | Sergei Vasiliev                      | Vaike Paduri         | Tatiana Granatkina / Alexander Tolmachev                                           |                                           |
| 1946 | Tallinn              | Petr Orlov                           | Evgenia Oborina      | Tatiana Granatkina / Alexander Tolmachev                                           |                                           |
| 1947 | Gorki                | Petr Orlov                           | Julia Nikolaeva      | Tatiana Granatkina / Alexander Tolmachev                                           |                                           |
| 1948 | Moscou               | Sergei Vasiliev                      | Julia Nikolaeva      | Tatiana Granatkina / Alexander Tolmachev                                           |                                           |
| 1949 | Gorki                | Sergei Vasiliev                      | Julia Nikolaeva      | Tatiana Granatkina / Alexander Tolmachev                                           |                                           |
| 1950 | Kalinine             | Sergei Vasiliev                      | Julia Nikolaeva      | Tatiana Granatkina / Alexander Tolmachev                                           |                                           |
| 1951 | Toula & Kalinine     | Petr Orlov                           | Julia Nikolaeva      | Tatiana Granatkina / Alexander Tolmachev                                           |                                           |
| 1952 | Moscou               | Ivan Mitrushenkov                    | Marina Granatkina    | Tatiana Granatkina / Valentin Zakharov                                             |                                           |
| 1953 | Iaroslavl            | Valentin Zakharov                    | Nonna Nestegina      | Maya Belenkaya / Igor Moskvin                                                      |                                           |
| 1954 | Kirov                | Valentin Zakharov                    | Tatiana Likhareva    | Maya Belenkaya / Igor Moskvin                                                      |                                           |
| 1955 | Moscou               | Igor Persiantsev                     | Tatiana Likhareva    | Lidia Garasimova / Yuri Kiselev                                                    |                                           |
| 1956 | Arkhangelsk          | Lev Mikhailov                        | Evgenia Bogdanova    | Lidia Garasimova / Yuri Kiselev                                                    |                                           |
| 1957 | Moscou               | Lev Mikhailov                        | Elena Osipova        | Nina Zhuk / Stanislav Zhuk                                                         |                                           |
| 1958 | Moscou               | Lev Mikhailov                        | Tatiana Likhareva    | Nina Zhuk / Stanislav Zhuk                                                         | Svetlana Smirnova / Leonid Gordon         |
| 1959 | Moscou               | Lev Mikhailov                        | Tatiana Likhareva    | Nina Zhuk / Stanislav Zhuk                                                         | Svetlana Smirnova / Leonid Gordon         |
| 1960 | Moscou               | Lev Mikhailov                        | Tatiana Nemtsova     | Tatiana Zhuk / Alexander Gavrilov                                                  |                                           |
| 1961 | Moscou               | Valerie Meshkov                      | Tatiana Nemtsova     | Nina Zhuk / Stanislav Zhuk                                                         |                                           |
| 1962 | Leningrad            | Valerie Meshkov                      | Tamara Bratus        | Ludmila Belousova / Oleg Protopopov                                                |                                           |
| 1963 | Moscou               | Alexander Vedenin                    | Tamara Bratus        | Ludmila Belousova / Oleg Protopopov                                                | Nadezhda Velle / Alexander Treschev       |
| 1964 | Kirov                | Valerie Meshkov                      | Tamara Bratus        | Ludmila Belousova / Oleg Protopopov                                                | Lioudmila Pakhomova / Viktor Ryzhkin      |
| 1965 | Kiev                 | Alexander Vedenin                    | Tamara Moskvina      | Tamara Moskvina / Alexander Gavrilov                                               | Lioudmila Pakhomova / Viktor Ryzhkin      |
| 1966 | Gorki                | Valerie Meshkov                      | Tamara Moskvina      | Ludmila Belousova / Oleg Protopopov                                                | Lioudmila Pakhomova / Viktor Ryzhkin      |
| 1967 | Kouïbychev           | Sergueï Tchetveroukhine              | Elena Shcheglova     | Ludmila Belousova / Oleg Protopopov                                                | Irina Grisheva / Viktor Ryzhkin           |
| 1968 | Voskressensk         | Sergueï Tchetveroukhine              | Galina Grzhibovskaya | Ludmila Belousova / Oleg Protopopov                                                | Irina Grisheva / Viktor Ryzhkin           |
| 1969 | Leningrad            | Sergueï Tchetveroukhine              | Elena Shcheglova     | Tamara Moskvina / Alexeï Michine                                                   | Lioudmila Pakhomova / Alexander Gorshkov  |
| 1970 | Kiev                 | Sergueï Tchetveroukhine              | Elena Alexandrova    | Irina Rodnina / Alexeï Oulanov                                                     | Lioudmila Pakhomova / Alexander Gorshkov  |
| 1971 | Riga                 | Sergueï Tchetveroukhine              | Marina Titova        | Irina Rodnina / Alexeï Oulanov                                                     | Lioudmila Pakhomova / Alexander Gorshkov  |
| 1972 | Minsk                | Vladimir Kovalev                     | Marina Titova        | Irina Tcherniaïeva / Vassili Blagov                                                | Tatiana Voitiuk / Viacheslav Zhigalin     |
| 1973 | Rostov-sur-le-Don    | Sergueï Tchetveroukhine              | Tatiana Oleneva      | Irina Rodnina / Alexander Zaitsev                                                  | Lioudmila Pakhomova / Alexander Gorshkov  |
| 1974 | Sverdlovsk           | Sergueï Volkov                       | Liudmila Bakonina    | Irina Rodnina / Alexander Zaitsev                                                  | Lioudmila Pakhomova / Alexander Gorshkov  |
| 1975 | Kiev                 | Yuri Ovtchinnikov                    | Liudmila Bakonina    | Irina Rodnina / Alexander Zaitsev                                                  | Lioudmila Pakhomova / Alexander Gorshkov  |
| 1976 | Volgograd            | Sergueï Volkov                       | Elena Vodorezova     | Irina Vorobieva / Alexander Vlasov                                                 | Natalia Linitchouk / Guennadi Karponossov |
| 1977 | Vilnius              | Vladimir Kovalev                     | Elena Vodorezova     | Irina Rodnina / Alexander Zaitsev                                                  | Irina Moïsseïeva / Andrei Minenkov        |
| 1978 | Sverdlovsk           | Igor Bobrin                          | Liudmila Bakonina    | Marina Cherkasova / Sergey Shakray                                                 | Natalia Karamysheva / Rostislav Sinitsyn  |
| 1979 | Zaporojie            | Konstantin Kokora                    | Kira Ivanova         | Marina Cherkasova / Sergey Shakray                                                 | Natalia Linitchouk / Guennadi Karponossov |
| 1980 | Kharkov              | Igor Bobrin                          | Elena Vodorezova     | Marina Pestova / Stanislav Leonovich                                               | Natalia Karamysheva / Rostislav Sinitsyn  |
| 1981 | Odessa               | Igor Bobrin                          | Kira Ivanova         | Veronika Pershina / Marat Akbarov                                                  | Natalia Linitchouk / Guennadi Karponossov |
| 1982 | Riga                 | Igor Bobrin                          | Elena Vodorezova     | Marina Pestova / Stanislav Leonovich                                               | Natalia Bestemianova / Andreï Boukine     |
| 1983 | Tcheliabinsk         | Alexandre Fadeïev                    | Elena Vodorezova     | Marina Pestova / Stanislav Leonovich                                               | Natalia Bestemianova / Andreï Boukine     |
| 1984 | Tachkent & Leningrad | Vitali Egorov                        | Natalia Lebedeva     | Larisa Seleznyova / Oleg Makarov                                                   | Elena Batanova / Alexei Soloviev          |
| 1985 | Dnipropetrovsk       | Vladimir Kotin                       | Anna Kondrashova     | Larisa Seleznyova / Oleg Makarov                                                   | Marina Klimova / Sergueï Ponomarenko      |
| 1986 | Leningrad            | Alexandre Fadeïev                    | Anna Kondrashova     | Ielena Valova / Oleg Vassiliev                                                     | Marina Klimova / Sergueï Ponomarenko      |
| 1987 | Vilnius              | Alexandre Fadeïev                    | Anna Kondrashova     | Ekaterina Gordeeva / Sergueï Grinkov                                               | Natalia Bestemianova / Andreï Boukine     |
| 1988 | Erevan               | Alexandre Fadeïev                    | Kira Ivanova         | Larisa Seleznyova / Oleg Makarov                                                   | Oksana Grichtchouk / Alexander Chichkov   |
| 1989 | Kiev                 | Alexandre Fadeïev                    | Natalia Gorbenko     | Larisa Seleznyova / Oleg Makarov                                                   | Marina Klimova / Sergueï Ponomarenko      |
| 1990 | Leningrad            | Alexandre Fadeïev                    | Natalia Lebedeva     | Larisa Seleznyova / Oleg Makarov                                                   | Marina Klimova / Sergueï Ponomarenko      |
| 1991 | Minsk                | Viktor Petrenko                      | Julia Vorobieva      | Evgenia Shishkova / Vadim Naumov                                                   | Maïa Oussova / Alexandre Jouline          |
| 1992 | Kiev                 | Aleksey Urmanov                      | Julia Vorobieva      | Elena Bechke / Denis Petrov                                                        | Oksana Grichtchouk / Ievgueni Platov      |

## Records
Les records sont ici pour les champions ayant été au moins 6 fois champion d'Union soviétique.
- Catégorie Messieurs :

| Patineurs               | Nombre de titres | Années                             |
| ----------------------- | ---------------- | ---------------------------------- |
| Sergueï Tchetveroukhine | 6                | 1967, 1968, 1969, 1970, 1971, 1973 |
| Alexandre Fadeïev       | 6                | 1983, 1986, 1987, 1988, 1989, 1990 |

- Catégorie Dames :

Aucune patineuse n'a été au moins 6 fois championne d'Union Soviétique.
- Catégorie Couples :

| Patineurs                           | Nombre de titres | Années |
| ----------------------------------- | ---------------- | --- |
| Tatiana Granatkina                  | 11               | Avec 2 partenaires : Alexander Tolmachev (1937, 1938, 1941, 1945, 1946, 1947, 1948, 1949, 1950, 1951) & Valentin Zakharov (1952) |
| Ludmila Belousova / Oleg Protopopov | 6                | 1962, 1963, 1964, 1966, 1967, 1968                                                                                               |
| Irina Rodnina                       | 6                | Avec 2 partenaires : Alexeï Oulanov (1970, 1971) & Alexander Zaitsev (1973, 1974, 1975, 1977)                                    |

- Catégorie Danse :

| Patineurs           | Nombre de titres | Années |
| ------------------- | ---------------- | --- |
| Lioudmila Pakhomova | 9                | Avec 2 partenaires: Viktor Ryzhkin (1964, 1965, 1966) & Alexander Gorshkov (1969, 1970, 1971, 1973, 1974, 1975) |